# 邁宰拉納
36°21′40″N 3°21′29″E / 36.36111°N 3.35806°E

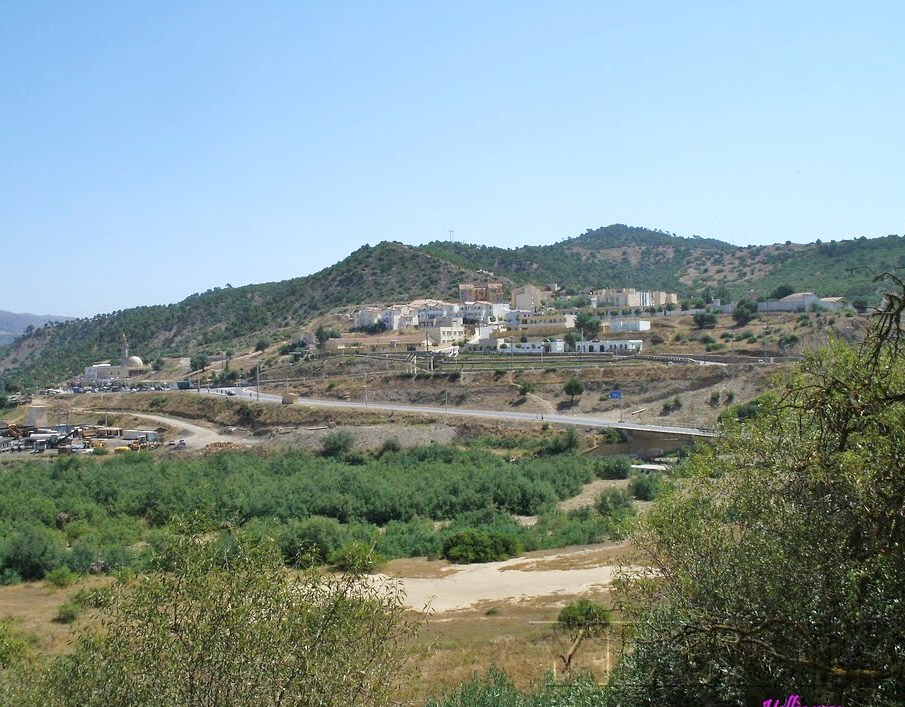

邁宰拉納（阿拉伯语：‎），是阿爾及利亞的城鎮，位於該國北部麥迪亞省，由塔布拉特區負責管轄，面積120平方公里，2008年人口6,202，人口密度每平方公里52人。